# Constantin Stamati
Constantin Stamati (Huși, 1797 – Ocnița, 1869) è stato un poeta rumeno.
Attivo intellettuale noto come Il cigno della Bessarabia, fu cofondatore dell'Accademia rumena nel 1866. Tra le sue opere più note ricordiamo Il racconto dei racconti (1843) e La musa rumena (1868).